# 안토니오 돈나룸마
안토니오 돈나루마(이탈리아어: Antonio Donnarumma, 1990년 7월 7일 ~ )는 이탈리아의 축구 선수로 현재 칼초 파도바에서 골키퍼로 활동 중이며 그의 동생은 잔루이지 돈나룸마로 현재 프랑스 리그 1의 파리 생제르맹에서 뛰고 있다.